# Stazione di Tōka-Ichiba (Kanagawa)
La stazione di Tōka-Ichiba (十日市場駅?, Tōka-Ichiba-eki) è una stazione ferroviaria della città giapponese di Yokohama, nella prefettura di Kanagawa in Giappone. Si trova nel quartiere di Midori-ku ed è servita dalla linea Yokohama della JR East.

## Linee
East Japan Railway Company
■ Linea Yokohama

## Struttura
La stazione di Tōka-Ichiba è realizzata in superficie con un marciapiede a isola centrale servente due binari.
| 1 | ■ Linea Yokohama |  | per Machida, Hashimoto e Hachiōji                      |
| 2 | ■ Linea Yokohama |  | per Shin-Yokohama, Kikuna, Higashi-Kanagawa e Yokohama |

## Stazioni adiacenti
| «                   | Servizio       | »              |
| Linea Yokohama      | Linea Yokohama | Linea Yokohama |
| ------------------- | -------------- | -------------- |
| Nakayama            | Locale         | Nagatsuta      |
| Il rapido non ferma |                |                |